# Chapelle de Saint-Houarneau
La chapelle de Saint-Houarneau est un édifice situé dans la commune de Bourbriac, dans le département des Côtes-d'Armor en Bretagne.
Il s'agit d'une grande chapelle rurale du XVIe siècle. Elle dispose d'un plan rectangulaire, avec une chapelle latérale. La porte d'entrée, en forme d'ogive est garnie de motifs qui rappelle la végétation. La pointe de cette accolade est ornée d'une croix finement sculptée. Par-dessus, trois petites statues sont placées sur une pierre.
Sur le côté nord, une porte à linteau entaillé d'un arc se trouve sous trois autres pierres sculptées. La chapelle latérale côté sud dispose encore d'un fenestrage à meneau central. À l'intérieur, la voûte en bois est en forme de berceau plat.
L'ensemble façade et toitures de la chapelle fait l’objet d’une inscription au titre des monuments historiques depuis le 14 septembre 1964.